# Sophie Elisabeth Saueressig
Sophie Elisabeth „Fee“ Saueressig (* 3. Oktober 1906 in Bandung, Niederländisch-Indien (heute: Indonesien); † 22. Juni 1945 in Batavia (heute: Jakarta)) war eine niederländische Tänzerin, die während des Zweiten Weltkrieges in einem japanischen Gefangenenlager auf Java starb.

## Kindheit und Jugend
Sophie Saueressig wurde als zweitjüngstes von fünf Kindern des Leutnants Petrus Eduardus Saueressig (1866–um oder nach 1936) und der Hebamme Jeanne Hermine Koch (1879–1958) geboren. Ihr Vater war Soldat der Koninklijk Nederlandsch-Indisch Leger mit niederländischen Wurzeln, der in Niederländisch-Indien geboren wurde. Um 1905 beendete er seine militärische Laufbahn und war anschließend als Angestellter bei Handelsunternehmen angestellt, unter anderem bei der Reederei Koninklijke Paketvaart Maatschappij. Ihre ebenfalls im damaligen Niederländisch-Indien geborene Mutter vermietete neben der Hebammentätigkeit in Batavia fünf Häuser und betrieb in Zentraljava eine Art Ferienpark. Sophie Saueressig wuchs mit ihren Geschwistern Petrus (1898–1945), Sien (1899–1989), Jantje (1904–1915) und Wies (1913–2010) in Bandung auf, wohin ihre Familie kurz vor ihrer Geburt von Meester Cornelis in Batavia umgezogen war. 1915 starb ihr jüngerer Bruder Jantje. Im Jahr 1928 bestand sie die Aufnahmeprüfung für die Hogereburgerschool und reiste 1929 mit ihrem Vater und ihrer Schwester Wies in die Niederlande. Während ihrer dortigen Ausbildung lebte sie mit Vater und Schwester in der Antonie Heinsiusstraat 69 in Den Haag. Sie besuchte die Koninklijke Haagsche muziekschool in Den Haag als Schülerin von Elsa Dankmeyer und bestand Ende 1932 die Prüfung im Solotanz.

## Beruflicher Werdegang und Internierung auf Java

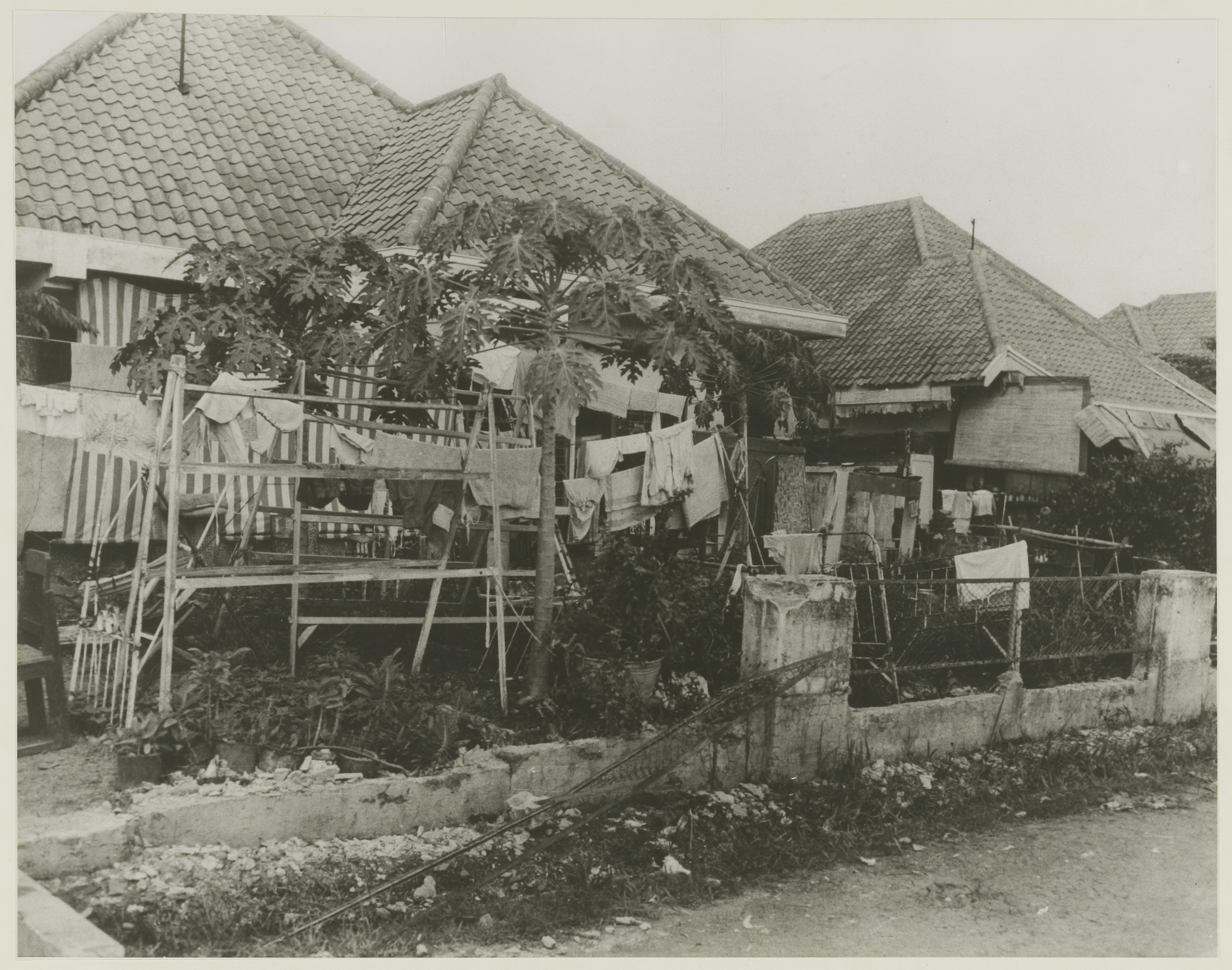
Frauenlager Tjideng, 1945

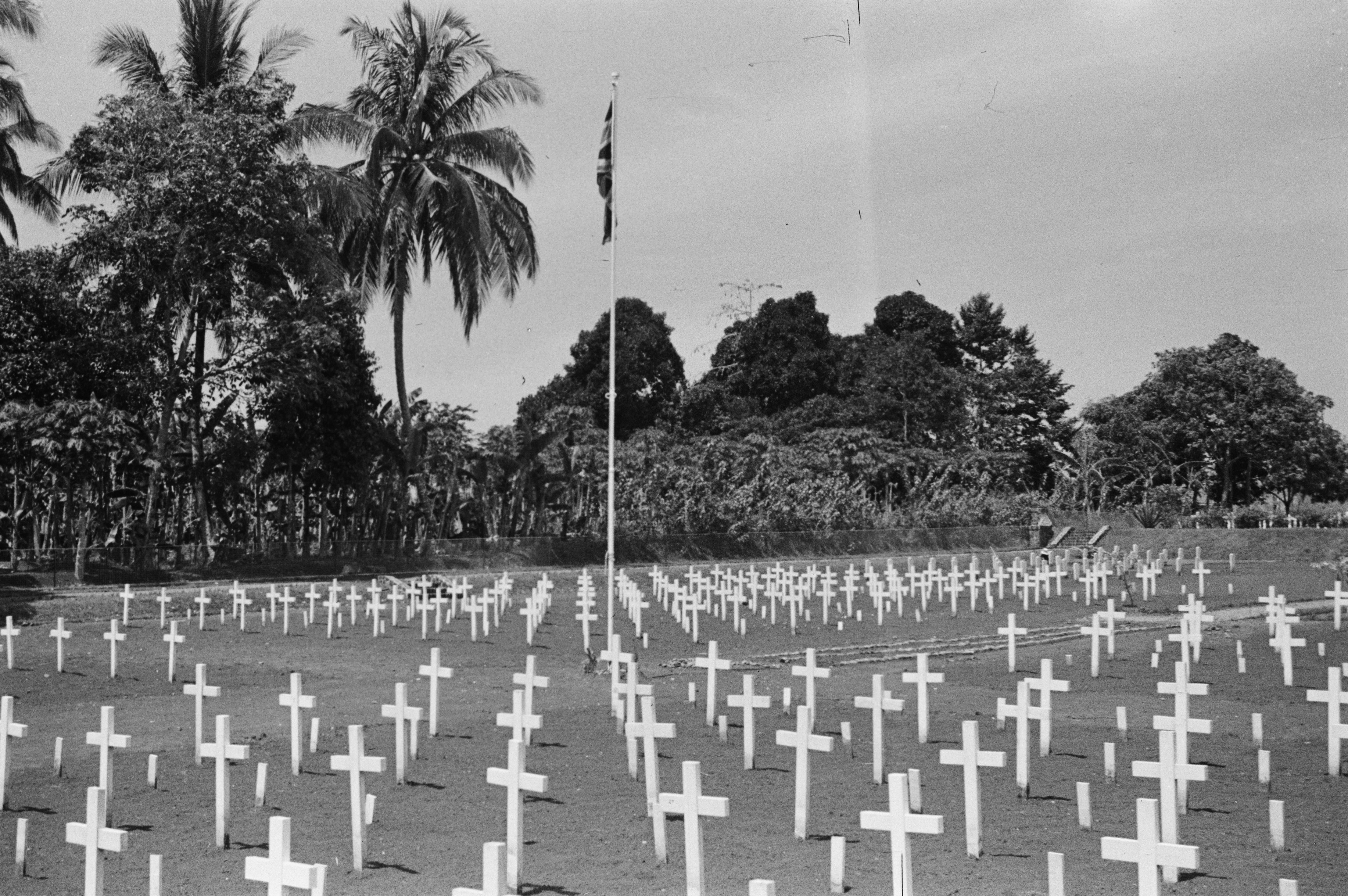
Friedhof Menteng Pulo

Im März 1933 tanzte Sophie Saueressig anlässlich einer Benefizvorstellung zwei Nummern im großen Konzertsaal des Pulchri Studios, darunter als Solistin einen Walzer von Chopin. Danach tanzte sie vermutlich mehrere Jahre bei der Bouwmeester Revue, einem Varieté-Unternehmen im Scala-Theater in der Wagenstraat in Den Haag. Um 1936 kehrte sie nach Niederländisch-Indien zurück und heiratete Mitte 1937 den Postbeamten Willem Frederik de Groot (1898–1969). Das Paar lebte zunächst in Batavia, später in Bandung und hatte drei Kinder: Marijke (* 1937; † in den 2000er Jahren), Roland (1939) und Boudewijn (* 20. Mai 1944). Nach der japanischen Invasion Südostasiens und der Besetzung Javas im März 1942 wurde Sophie Saueressigs Mann 1943 von den japanischen Besatzern deportiert. Sie begleitete ihn freiwillig mitsamt ihren Kindern in das Lager Kota Paris in Buitenzorg (heute Bogor) und anschließend in das Lager Kramat. Im Lager organisierte sie Kabarettaufführungen auf einem offenen Platz hinter dem Haus. Später wurde sie von ihrem Mann getrennt und kam in das Frauenlager Tjideng, wo sie allein für die Kinder sorgte. Dort erkrankte sie an Dysenterie und starb am 22. Juni 1945. Ihre Kinder im Alter von acht bis ein Jahr gelangten im Mai 1946 in die Niederlande und wurden bis zur endgültigen Rückkehr ihres Vaters 1951 an unterschiedlichen Stellen untergebracht, bei Tanten oder bei Pflegefamilien.
Das Grab von Sophie Saueressig befindet sich auf dem Friedhof von Menteng Pulo in Jakarta und trägt die Nummer V189. Auf diesen Friedhof wurden in den Jahren 1945 und 1947 viele in den Lagern gestorbene Menschen und Militärangehörige umgebettet. Sophie Saueressigs Sohn Boudewijn de Groot wurde ab 1966 ein bekannter Sänger/Songwriter in den Niederlanden, der in seinen Liedern auch Bezug nahm auf die Vergangenheit und das Leben seiner Eltern in Niederländisch-Indien. Die Historikerin und Schriftstellerin Els Kloek nahm Sophie Saueressig in ihr 2016 erschienenes Buch 101 Vrouwen en de oorlog auf.